# Ellen Dolan
Ellen Dolan (* 16. Oktober 1955 in Monticello, Iowa) ist eine US-amerikanische Schauspielerin. 

## Leben
Ellen Dolan gab 1982 ihr Schauspieldebüt in der US-amerikanischen Seifenoper Springfield Story. Dort verkörpert sie die Maureen Reardon Bauer bis 1986. Seit 1989 spielt sie in As the World Turns die Margo Montgomery Hughes. Für diese Rolle gewann sie 1993 den Soap Opera Digest Award. Im selben Jahr wurde sie für einen Emmy nominiert.
Ellen Dolan und ihr Partner Doug Jeffrey bekamen 2000 eine gemeinsame Tochter.

## Filmografie
- 1981: Texas (Fernsehserie, sieben Folgen)
- 1982–1984: Springfield Story (The Guiding Light, Fernsehserie, vier Folgen)
- 1989: Tödlicher Verdacht (Mother’s Day, Fernsehfilm)
- 1989: Mothers, Daughters and Lovers (Fernsehfilm)
- 1989: Another World (Fernsehserie)
- 1989–2010: Jung und Leidenschaftlich – Wie das Leben so spielt (As the World Turns, Fernsehserie, 487 Folgen)
- 1993: Angel Falls (Fernsehserie, eine Folge)
- 1993: CBS Schoolbreak Special (Fernsehserie, eine Folge)
- 1994: Walker, Texas Ranger (Fernsehserie, zwei Folgen)
- 1994: Tod im Rotlicht (Dancing with Danger, Fernsehfilm)
- 2010: Law & Order: Special Victims Unit (Fernsehserie, eine Folge)
- 2012: Molly’s Girl
- 2014: The Southside